# Schreventeich

Der Schreventeich (Schrefenteich) in der Nähe des heutigen Stadtteils Brunswik (Braunschweig) auf der Karte von Gustav Adolf von Varendorf

Der Kieler Stadtteil Schreventeich liegt zwischen den Stadtteilen Hasseldieksdamm bzw. der Gemeinde Kronshagen im Westen und den Stadtteilen Exerzierplatz und Damperhof im Osten. Nördlich grenzt der Stadtteil an den Stadtteil Ravensberg mit dem Stinkviertel, südlich an Südfriedhof.

## Stadtteilgrenzen
Der Stadtteil Kiel-Schreventeich hat derzeit (2010) folgenden Grenzverlauf, im Norden beginnend und im Uhrzeigersinn fortfahrend. Die Grenze bilden im Norden die Eckernförder Straße und die Gutenbergstraße, sie verläuft dann im Osten entlang des Knooper Wegs, der Klopstockstraße, der Goethestraße und der Sternstraße. Im Süden bilden die Stephan-Heinzel-Straße und der Hasseldieksdammer Weg die Grenze, im Westen die B76 bzw. der Olof-Palme-Damm. Dann führt die Grenze Richtung Nordwesten entlang des Kronshagener Wegs. Die Stadtteilgrenze fällt ab hier mit der Stadtgrenze zu Kronshagen hin zusammen, diese verläuft westlich der Kleingärten neben der B76 bis zum Friedhof, dann entlang des Eschenkamps, westlich des Krematoriums entlang des Aschauwegs bis zur Eckernförder Straße.

## Das Gewässer Schreventeich

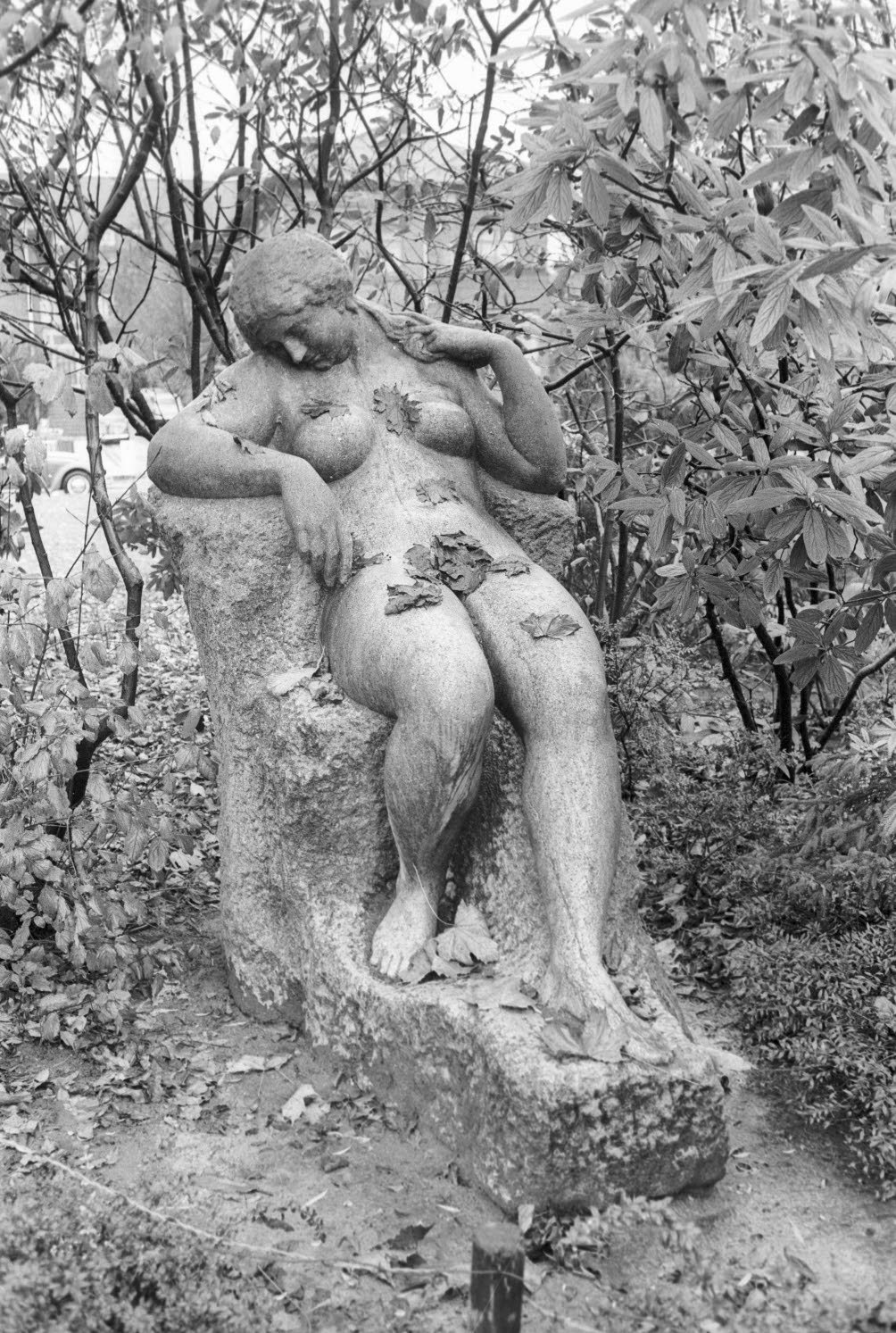
Die Sandsteinskulptur Die Schlummernde von Richard Engelmann stand ab 1950 im Hiroshimapark am Kleinen Kiel, von wo sie 2002 wieder in den Schrevenpark umgesetzt wurde, in dem sie zuvor schon seit 1926 gestanden hatte.

Durch Eiszeiten geformt wurde der im Osten des Stadtteils gelegene Teich. Der Teich lag vormals weit außerhalb der Stadt und war im Besitz des ortsansässigen Grafen und wurde deshalb im Volksmund „des Grafen Teich“ genannt, was in damaligem Plattdeutsch „s grefens diek“ lautete, die Buchstaben wurden verschliffen, bis der heutige Name entstanden war. Gustav Adolf von Varendorf schrieb auf seine Karte von 1796 die Verhochdeutschung des Begriffs, Schreventeich. Dieser Teich ist Namensgeber des Stadtteils.

## Der Park – Schrevenpark
Im Rahmen der Erweiterung der Stadt Kiel um 1900 wurde ein Park um den Schreventeich herum geplant. 1901 wurde dieser Park nach Plänen des Stadtgartenbaudirektors Ferdinand Hurtzig (1872–1939) erstellt und zu Ehren der Hohenzollern benannt. Von 1901 bis 1947 hieß der Park Hohenzollernpark. Im Krieg wurde der Park stark zerstört. Bombentrichter mussten wieder zugeschüttet und Wege wiederhergestellt werden. Stark vereinfacht wurde der Park wieder neu angelegt und am 17. Dezember 1947 erfolgte durch Beschluss der Ratsversammlung die Umbenennung in Schrevenpark in Anlehnung an den Schreventeich. Anlässlich der Beschlussvorlage sagte der damalige Ratsherr und spätere Stadtpräsident Hermann Köster (SPD), dass es heute selbstverständlich wichtigere Dinge gäbe als solche Umbenennungen.

## Heizkraftwerk Humboldtstraße (HKWH)

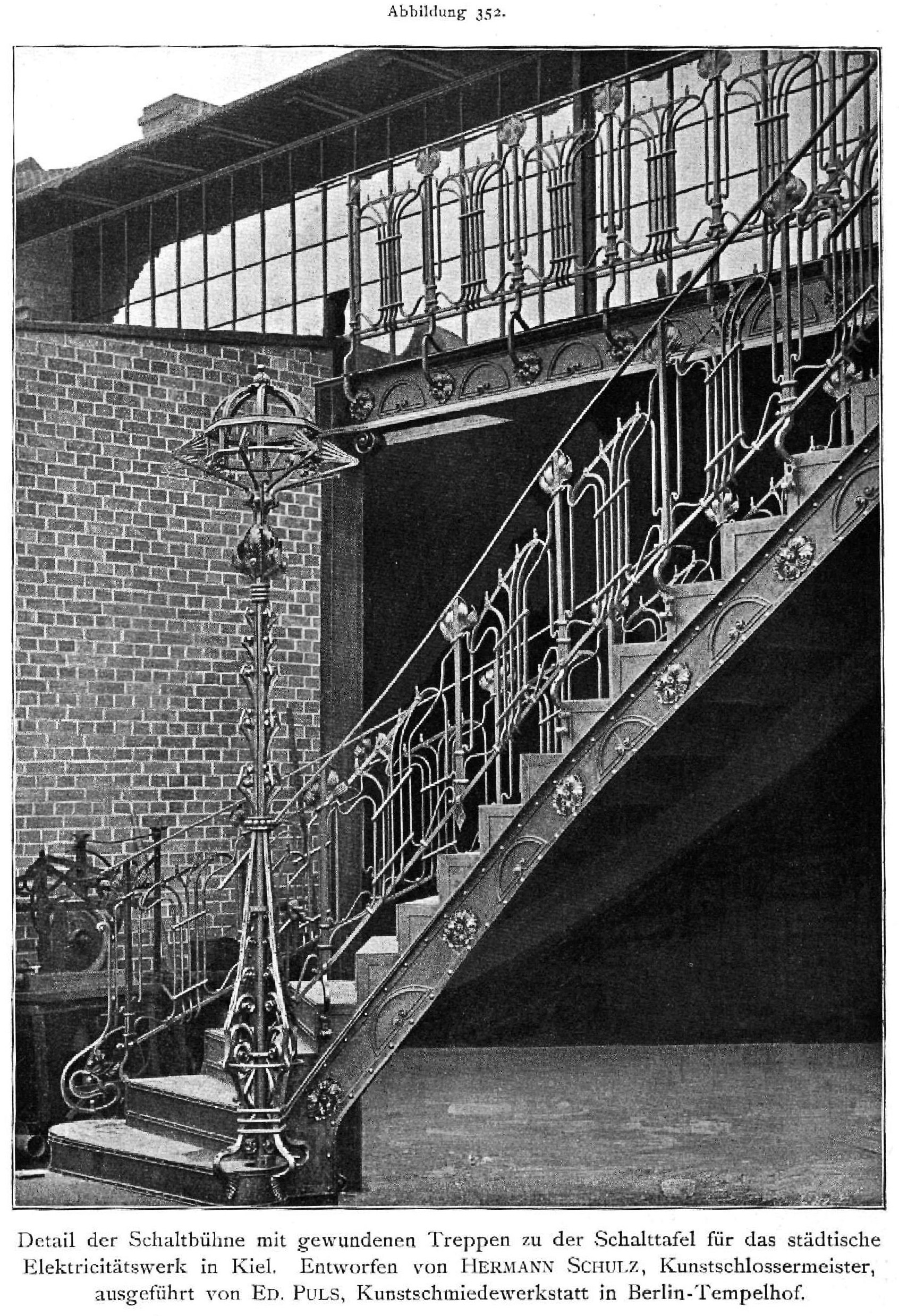
Schmiedeeiserne Treppe zur Schaltbühne des Elektrizitätswerks von 1901

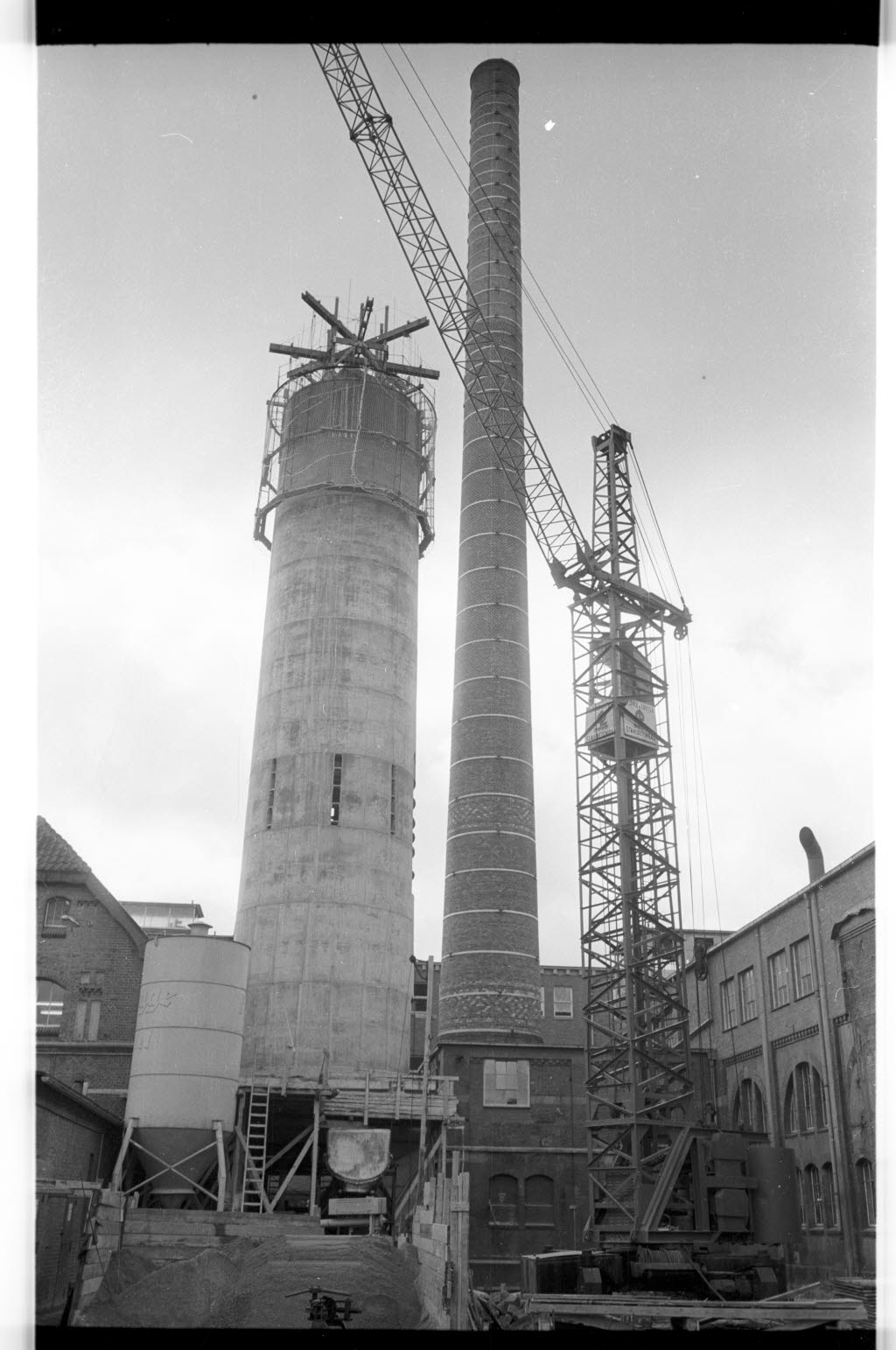
1964–2020 stand der 85 Meter hohe Schornstein

Das Heizkraftwerk Humboldtstraße (häufig mit HKWH abgekürzt) steht am Südostende des Stadtteils. Es wandelt Erdgas und Heizöl seit 1901 in Elektrizität und seit 1907 auch in Fernwärme um. Es hatte eine Gesamtleistung von 60 MW (Heizwassernetz) plus 157 MW (Dampfnetz), 2018 wird es mit 155 MW Heizwassernetz und 21 MW Stromerzeugung angegeben.
Das Kraftwerk wurde am 15. Oktober 1901 in Betrieb genommen. Die schmiedeeiserne Schaltbühne und Treppenanlage wurden von der renommierten Berliner Kunstschmiedewerkstatt Eduard Puls angefertigt.
Mit diesem Kraftwerk starteten die Stadtwerke Kiel damals die Stromversorgung und versorgten ab 1907 zwei Schulen mit der ersten Kieler Fernwärme. Es wurde mehrfach umfangreich modernisiert.
Es ist für die Kieler Fernwärmeerzeugung seit 1970 das zweitgrößte Kraftwerk. Es wurde von 1970 bis 2019 vom Kohlekraftwerk Gemeinschaftskraftwerk Kiel 295 MW Wärmeleistung und ab dessen Abschaltung 2019 von dessen Ersatz-Neubau, einem Gasmotorenkraftwerk mit 190 MW Wärmeleistung übertroffen.
Weithin sichtbar war bis zu dem im Mai 2020 begonnenen Abriss der 85 Meter hohe Schornstein des Kraftwerks, der nur bei Betrieb Rauch ausstieß, was von 2017 bis 2020 nur bei sehr hohem Wärmebedarf und/oder Ausfall des größten Kieler Kraftwerks der Fall war. Ab November 2020 wurde der zu diesem Zeitpunkt nur noch 46 Meter hohe Turm in 1,5 Meter hohen, 15 Tonnen schweren Ringen mit Hilfe eines großen Mobilkrans abgetragen. Die letzten 20 Meter des Turms, die alten Kessel und das entsprechende Gebäudeteil werden bis Ende Mai 2022 mit Abrissbaggern abgetragen.
Fernwärme für Kiel mit der Technologie Dampf (180 °C) wurde für von 1907 bis zu der Abschaffung dieser Technologie 2017 ausschließlich von diesem Kraftwerk geliefert. Ende 2017 wurde auch der letzte Kieler Haushalt auf die Technologie Heizwasser (120 °C) umgestellt. Diese wird redundant von verschiedenen Kraftwerken Kiels zur Verfügung gestellt.
Das Wasser des Schreventeichs diente dem Kraftwerk lange zur Kühlung. Am Nordostende des Teiches erinnert ein kleiner Steg an die Stelle, woher früher das Wasser zum Kraftwerk und zurück kam. Seit 1985 ist es die Wasserkaskade am Südostende, die das Kraftwerkswasser, um Sauerstoff angereichert, in den Teich gelangen lässt.
2018 war der Schreventeich erstmals seit 1901 so weit zugefroren, dass er begehbar war.

## Struktur

### Statistische Daten
Laut Internetseite der Landeshauptstadt Kiel hat der Stadtteil im Juli 2007 11.185 Einwohner auf einer Fläche von 247 Hektar.

### Architektur
Der Stadtteil ist östlich des Westrings sehr dicht – und hauptsächlich in mehrstöckiger (3- bis 5-stöckige Mehrfamilienhäuser) Bauweise – bebaut.
Westlich des Westrings verringert sich die Einwohnerdichte, die hier übliche Bauweise ist 1- bis 2-stöckig (Reihenhäuser). Die Wohnstraßen westlich des Westrings, insbesondere das Quartier zwischen dem Kronshagener Weg und der Langenbeckstraße wird auch Philosophenviertel genannt, weil zwei Straßen nach den beiden Philosophen Kant und Nietzsche benannt sind. Das Quartier stammt aus den 1930er Jahren und ist im Wesentlichen ohne gravierende bauliche Veränderungen bis heute erhalten geblieben.

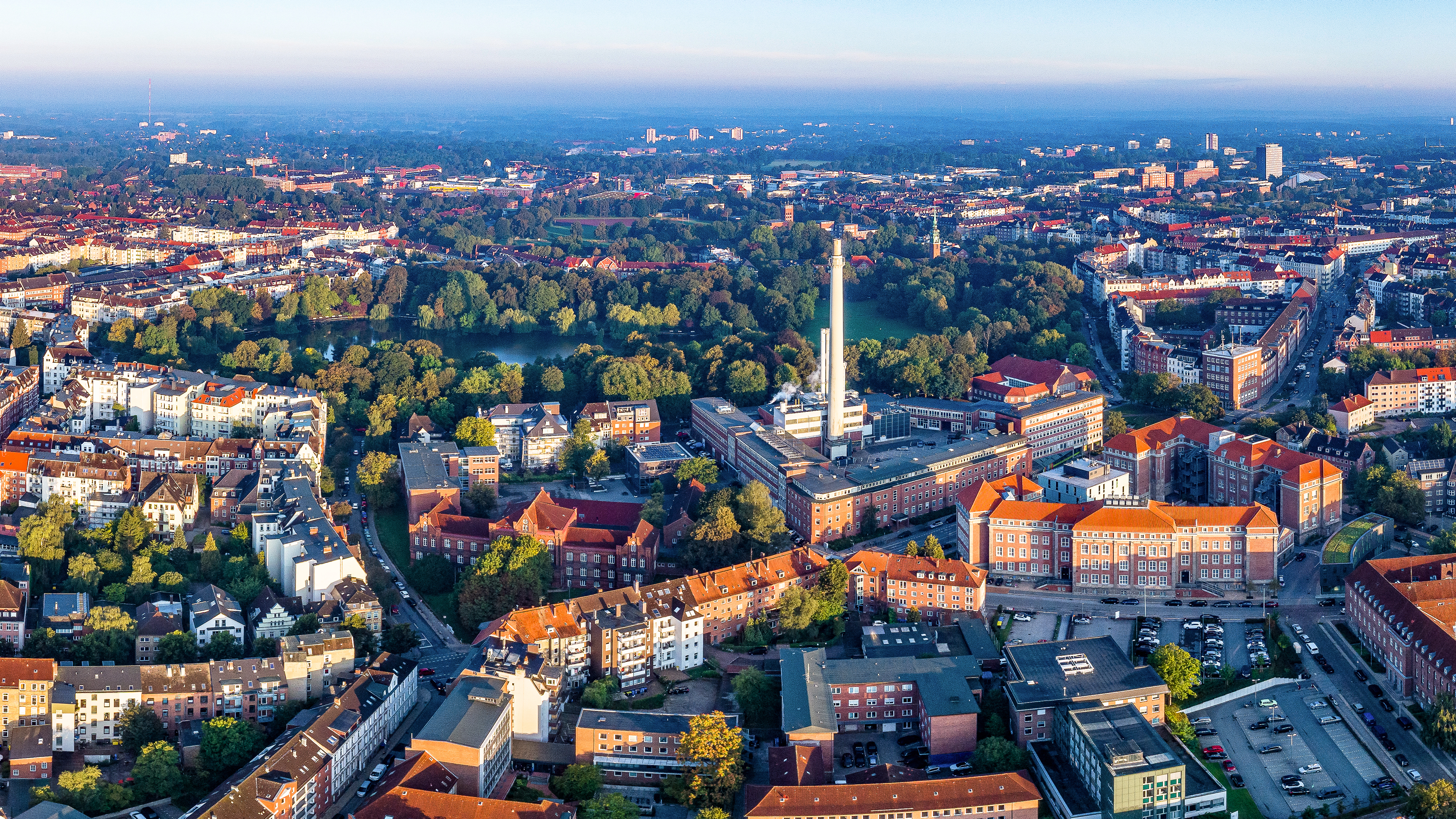
Luftbildaufnahme mit Blick auf den Park Schrevenpark, davor das Kraftwerk Humboldtstraße und rechts vor diesem die Kunsthochschule.

### Infrastruktur
Im Osten des Stadtteils befindet sich neben Handelsgeschäften, Gastronomie und Arztpraxen auch das Städtische Krankenhaus. Westlich des Westrings am Kronshagener Weg liegt die Kieler Niederlassung der Deutschen Telekom AG, seit 2006 im selben Komplex auch das Katasteramt der Landeshauptstadt. Gegenüber, an der Ecke Sedanstraße / Kronshagener Weg, hatte bis 2003 das Bauunternehmen Max Giese seinen Sitz, ehemals einer der größten Betriebe der Branche in Schleswig-Holstein. Nach der Insolvenz im Jahr 2002 wurde das Betriebsgelände aufgeteilt. Ein Teil wird weiter gewerblich genutzt, der Rest wurde Baugebiet. Heute stehen in der neu erschlossenen Max-Giese-Straße Reihenhäuser.

### Lost Places
Mit dem Begriff Lost Places werden Bauwerke oder Areale bezeichnet, die komplett verschwunden sind oder nur noch als Ruinen und Fragmente existieren. Ihre Relevanz für einen Stadtteil besteht in der Zeugenschaft für historische Ereignisse, die dessen Bewohner betrafen:
- Synagoge Goethestraße
 Die Synagoge auf dem Eckgrundstück Goethestraße/Humboldtstraße wurde 1938 in der Pogromnacht zerstört. An dieser Stelle steht seit 1989 ein, von der Bildhauerin Doris Waschk-Balz gestaltetes Mahnmal, in das eine schon 1968 an gleichem Ort angebrachte Gedenktafel integriert ist.
- Tiefbunker Lessingplatz
 Während des Zweiten Weltkriegs wurde dieser Bunker für 240 Personen gebaut und gegen Kriegsende schwer getroffen. Er ist nicht mehr zugänglich, auf dem Gebiet ist heute eine Grünfläche.
- Hochbunker Sedanstraße
 Während des Zweiten Weltkriegs hatte der Luftschutzbunker eine zentrale Bedeutung. Heute befindet sich auf dem Gebiet ein Kinderspielplatz – nur der Lüftungsaufbau ragt aus dem Erdreich heraus.
- Lager Prof.-Peters-Platz
 Hier standen bis etwa 1955 Nissenhütten für Flüchtlinge und infolge der alliierten Luftangriffe wohnungslose Kieler, sogenannte Ausgebombte.
- Baracke Schrevenpark
 In der Nähe der Herderstraße stand im Parkgelände eine Baracke, die als Jugendheim genutzt wurde. Für Die Falken und den Turnverein F.T. Adler hatte der Ort eine zentrale Bedeutung.

## Wohnort bekannter Persönlichkeiten

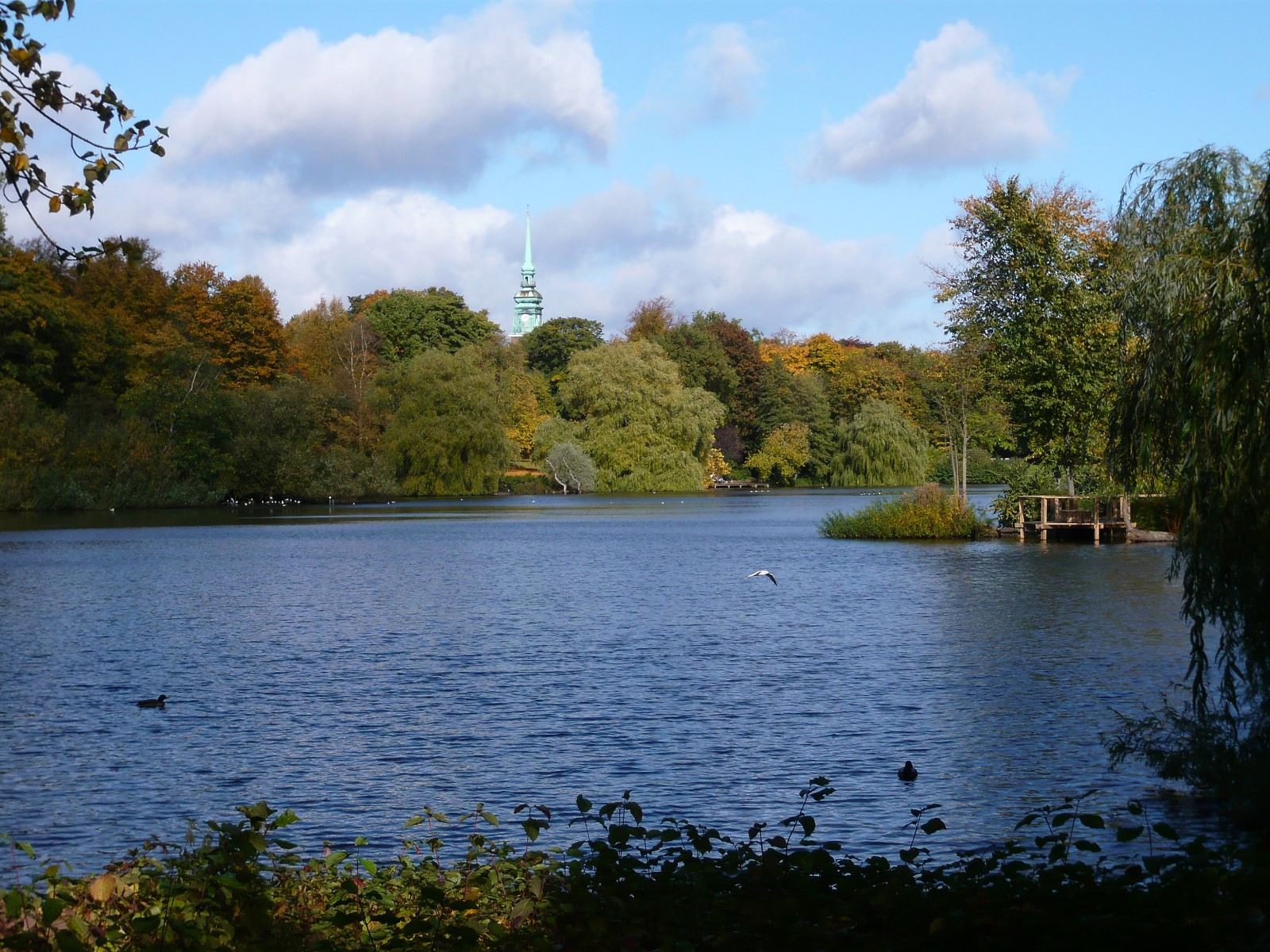
Blick über den Schreventeich auf die Lutherkirche

- Christopher Ecker (* 1967), deutscher Schriftsteller
- Andreas Gayk (1893–1954), Oberbürgermeister von Kiel: Virchowstraße 2
- Friedrich Hurtzig (1872–1939), Stadtgartenbaudirektor von 1900 bis 1937: Dienstvilla in der Freiligrathstraße
- Margret Knoop-Schellbach[14] (1913–2004), bildende Künstlerin
- Christa Randzio-Plath (* 1940), bis 2004 Abgeordnete im Europäischen Parlament
- Karl Ratz[15] (1897–1961), Landtagspräsident
- Heide Simonis (1943–2023), Ministerpräsidentin von Schleswig-Holstein: Schillerstraße
- Marius Tofte (1894–1969), Gewerkschafter
- Friedrich Wendel (1886–1960), Journalist